# Гудим-Левковичі
Гудим-Левковичі (рос. Гудим-Левковичи) — український шляхетський, пізніше також старшинський, а потім дворянський рід.

## Походження
Нащадки шляхтича київського Петра Левковича, що отримав маєтності за універсалом гетьмана Мазепи в 1692 р. Рід було внесено в VI частину родовідної книги Київської губернії, ІІ та ІІІ частини Полтавської, Симбірської та Харківської губерній. Нащадки Станіслава Гудими, полковника в 1781 р., записані в І частину родовідної книги Чернігівської губернії.

## Опис герба
В блакитному полі золотий срібний якір.
Щит увінчаний дворянським нашоломником і короною з страусиними перами. Намет на щиті блакитний, підкладений сріблом.
Герб роду Гудим-Левковичів був внесений в VIII частину Загального гербовника дворянських родів Всеросійської імперії, стр. 125.

## Представники роду
- Гудим-Левкович, Анатолій Вікторович (?—?) — голова Київського приватного комерційного банку в 1901 р.;
- Гудим-Левкович, Микола Оникійович (1796—1866) — полковник Кавалергардського полку, Васильківський повітовий маршалок;
  - Гудим-Левкович, Сергій Миколайович (1842—1886) — київський губернатор;
- Гудим-Левкович, Павло Костянтинович (1842—1907) — генерал від інфантерії, член Державної ради;
  - Гудим-Левкович, Павло Павлович (1873—1953) — генерал-майор, військовий агент в Греції. Після револяції емігрував у Францію.
- Гудим-Левкович (Давидова), Наталія Михайлівна (1875—1933) — майстриня художньої вишивки, організатор знаменитої артілі «Вербівка», дочка мецената і організатора художнього промислу в Україні Юлії Миколаївни Гудим-Левкович (1852—після 1919).